# Río Deva
El río Deva es un río del norte de España, en la Cornisa Cantábrica, que discurre por Cantabria y el Principado de Asturias. 

## Geografía
Su nacimiento se encuentra en Fuente Dé (Cantabria), resultado de múltiples arroyos procedentes del deshielo, y desemboca en el mar Cantábrico en la ría de Tina Mayor, la cual marca el límite entre el Principado de Asturias y la Comunidad de Cantabria. El nombre se origina en la diosa celta Deva (común a otros pueblos celtas).[cita requerida]
El río Cares es su mayor afluente y este discurre por la parte asturiana, uniéndose al Deva en la localidad de Panes un poco más abajo de Puente Llés. Tanto el Deva como el Cares son famosos por sus salmones, lo que da a la villa de Panes un gran movimiento de pescadores de todos los lugares en su época. Otros afluentes son los ríos Urdón, Quiviesa y Bullón.
Su cenca tiene una superficie de 1195 km² y su aportación anual es de 1054 hm³. 

## Historia
El río Deva fue así denominado por los cántabros en honor a su diosa mater Deva. En el monte Cildá (Vellica) apareció un ara dedicada a ella, conocida en el mundo céltico y relacionada con las aguas. De este modo, el río permite establecer la relación con esa deidad y demuestra que los cántabros realizaban culto a sus numerosos dioses y diosas.
La palabra, de origen céltico, probablemente esté emparentada con la voz "dios" (del indoeuropeo *deiwos; en latín, "divus, diva", "dios, diosa"), con significado de "sagrado" o "divino". El mismo nombre aparece en Asturias en la Isla de la Deva, en Castrillón y la parroquia de Deva en Gijón, en Galicia en los ríos Deva de las provincias de Pontevedra y de Orense, afluentes del Miño, y en Guipúzcoa, si bien en este caso bajo la grafía Deba.